# 懷特新藥
懷特生技新藥股份有限公司（PhytoHealth Corporation，簡稱懷特新藥）為臺灣一家本土新藥研發公司，於1998年創立，2008年於臺灣證券交易所上市。公司隸屬於美吾華‧懷特‧安克生技集團，創辦人為李成家，具藥學背景，曾任美商藥廠地區經理。
懷特生技新藥股份有限公司至今已成功研發出兩項處方新藥「懷特血寶®凍晶注射劑 PG2® Lyo. Injection 500mg」與「懷特痛寶®軟膠囊 Oraphine® 60mg Soft Capsule」，分別於2010年、2021年獲衛生福利部食品藥物管理署核准上市。

## 新藥研發方向
懷特新藥聚焦於創新藥物開發，並未涉入學名藥市場，專注發展在癌症治療相關的副作用管理與疼痛控制等新藥領域。該公司主張其產品致力於滿足現行治療手段尚無法充分解決的醫療需求（unmet medical needs），以改善病患生活品質與醫療可近性。

### 懷特血寶® 凍晶注射劑
懷特血寶PG2® Lyo. Injection為以黃耆多醣 (Polysaccharides of Astragalus membranaceus) 為主成分的植物藥注射劑處方新藥，2010年獲衛福部核准（衛部藥製字第058837號），適應症為改善癌症末期病患的中重度疲憊症狀（Cancer-related fatigue, CRF），2017年被列入初版癌因性疲憊症治療指引中，並於2023年續列入二版。2021年起納入健保給付範圍（健保代碼AC58837277），並於2024年台北國際乳癌研討會公開發表健保用藥真實世界數據(Real-world evidence, RWE)。
根據仿單，其作用機轉包含刺激骨髓造血和增強免疫功能。

### 懷特痛寶® 軟膠囊
懷特痛寶（Oraphine® 60mg Soft Capsule）為納布啡（Nalbuphine Hydrochloride）處方止痛新藥，採用口服新藥劑型，旨在改善納布啡過去於口服吸收效果不佳及針劑使用較不便之問題。2021年經衛福部核准（衛部藥製字第060459號）
，根據仿單，適應症為「解除急性中度到嚴重疼痛」。
懷特新藥曾與多家臺灣大型醫院（包括三軍總醫院、臺北榮總、花蓮慈濟醫院、振興醫院等）針對此納布啡口服軟膠囊劑型合作臨床研究，研究成果發表於國際醫學期刊《The Clinical Journal of Pain》

## 保健發展概況
以植物藥開發技術為基礎，跨足保健食品領域。

### 懷特耆力® rAPP耆多醣
懷特耆力主成分為黃耆多醣體（rAPP，全稱refined Astragalus Polysaccharides Powder），以懷特植物新藥前端萃取技術為基礎，應用於保健食品製程。於2021至2025年間，獲得國家生技醫療產業策進會頒發的SNQ國家品質標章（國品字號 B00675），是針對病後補養需求設計的機能食品。

### 懷特胺速® ProAA麩醯胺酸
懷特胺速以麩醯胺酸為主成分，組成ProAA專業胺基酸配方（ProAA，全稱Professional Amino Acids）。該產品常與懷特耆力併用，主要應用於病後補養階段。

## 關係企業
- 美吾華股份有限公司
- 安克生醫股份有限公司
- 台灣育成中小企業開發股份有限公司

## 外部連結
- 懷特生技新藥股份有限公司 官方網站
- 懷特新藥公司資料（經濟部商業司及財政部營業稅籍資料）
- 懷特新藥網站
- 懷特新藥官方 YouTube 頻道